# Andrea Zittel
Pour les articles homonymes, voir Zittel.
Andrea Zittel, née le 6 septembre 1965 à Escondido (Californie), est une artiste américaine, connue pour ses sculptures et installations.

## Biographie et expositions
Zittel est diplômée de la San Pasqual High School en 1983. Elle obtint un BFA en peinture et sculpture de l'Université d'État de San Diego en 1988, et une maîtrise (MFA) en sculpture de la Rhode Island School of Design en 1990.
Son travail a été inclus dans l'exposition Beyond Green: Toward a Sustainable Art au Smart Museum of Art de l'Université de Chicago, et a été présenté à la Biennale de Venise de 1993, la documenta X de Cassel en 1997, et à la Whitney Biennial de 2004 et 2006. 
Elle réalisa des expositions solo au Deichtorhallen de Hamburg (1999), et une rétrospective 1991-2005 Andrea Zittel: Critical Space fut exposée dans les institutions suivantes : le musée d'art contemporain de Houston (200(), le nouveau musée d'art contemporain de New York (2006), la galerie d'art Albright-Knox de Buffalo (2006), le musée d'art contemporain de Los Angeles (2007), la galerie d'art de Vancouver (2007). En 2005, elle obtient le prix Lucelia du Smithsonian American Art Museum.
Zittel vit à Joshua Tree en Californie ainsi qu’à New York. Elle est représentée par la galerie Andrea Rosen et Sadie Coles HQ.

## Œuvres
En 1999, le Public Art Fund commanda à Zittel une œuvre in situ pour le Central Park de New York. Située à l'entrée sud-est du parc, elle comprend deux faux rochers géants, construits à partir d'armatures d'acier recouvertes de béton, qui émergent du sol et constituent une sorte de point d'intérêt pour les promeneurs. L'installation a servi à rappeler que le parc est un milieu naturel artificiel soigneusement planifié, tout en offrant aux visiteurs une alternative aux habituels bancs publics.

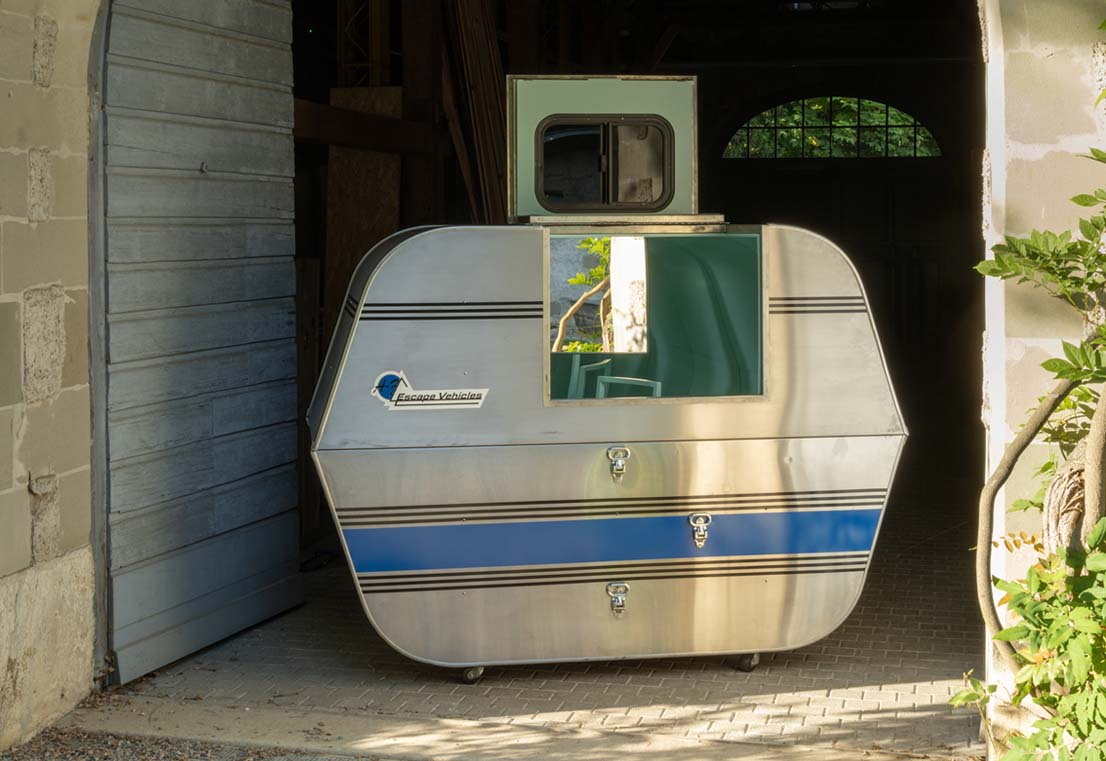
Andrea Zittel, A-Z Escape Vehicle, 1996. Exposé en 2022 à OPEN HOUSE, Genève, courtesie Vitra Design Museum.

La même année Zittel créa AZ Pocket Property, une île flottante en béton de 44 tonnes ancrée au large des côtes du Danemark, commande du gouvernement danois. L'artiste vécut sur cette île « fantaisiste » durant un mois, comme expérience de dépaysement et d'isolement.